# 3-Dehidrosikimisav
A 3-dehidrosikimisav a sikimisavval rokon szerves vegyület. A sikimát útvonal során keletkezik.

## Metabolizmus
Bioszintézis: A 3-dehidrokinát dehidratáz enzim 3-dehidrokinát felhasználásával 3-dehidrosikimátot és H2O-t állít elő.
A 3-dehidrosikimátot a sikimát dehidrogenáz enzim sikimisavvá redukálja, a reakcióhoz kofaktorként NADPH szükséges.

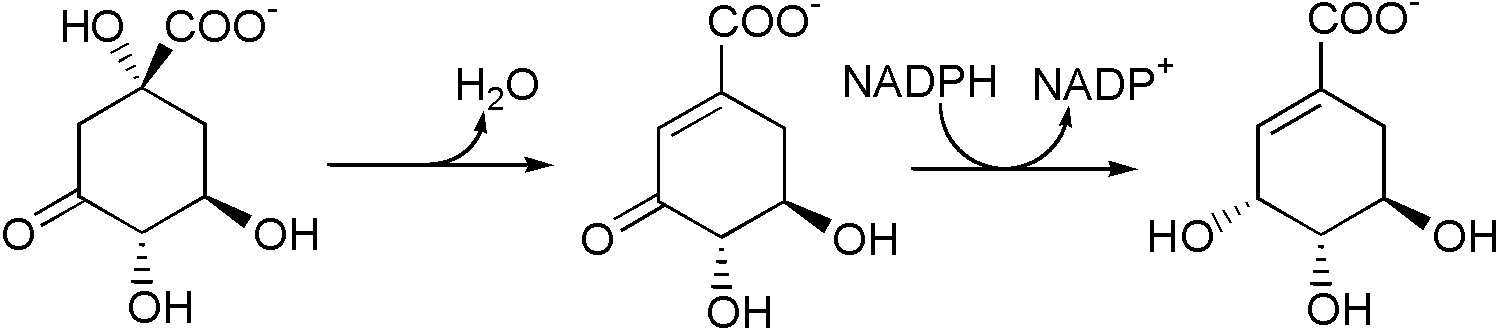
A sikimisav 3-dehidrokinátból történő bioszintézise

A galluszsav is 3-dehidrosikimátból képződik, a sikimát dehidrogenáz enzim hatására 3,5-didehidrosikimát keletkezik, mely spontán átrendeződéssel galluszsavvá alakul át.

## Fordítás
Ez a szócikk részben vagy egészben  a(z)   3-Dehydroshikimic acid című angol Wikipédia-szócikk ezen változatának fordításán alapul.  Az eredeti cikk szerkesztőit annak laptörténete sorolja fel. Ez a jelzés csupán a megfogalmazás eredetét és a szerzői jogokat jelzi, nem szolgál a cikkben szereplő információk forrásmegjelöléseként.